# 东山乡 (潞西市)
东山乡是云南省德宏傣族景颇族自治州芒市（时称潞西市）曾经下辖的一个乡，驻地在弄丘村公所弄丘，景颇族、汉族是乡内主要民族:1091。东山乡已于2005年撤销。

## 历史
1956年，为了加强山区工作、裁减遮放区区域，成立东山生产文化站。1958年改为东山公社，1959年3月恢复东山生产文化站。1965年东山文化站废除，辖区并入遮放区。1969年再次实行人民公社化运动，原东山文化站成立忠东公社，1971年复名东山公社。1984年初潞西县废人民公社体制，开始设区建乡体制改革，成立东山区，同时芒海镇从区内划出，升格为区级镇。1987年10月，潞西县施行区乡体制改革，东山区改为东山乡。:28-312005年11月，东山乡撤销，辖区并入遮放镇:2555。

## 地理
东山乡位于芒市（时称潞西市）的西南部，属中切割中山区，平均海拔1,500米，海拔高差超过1,300米，地区性山地垂直气候明显。全乡面积128平方千米，共有耕地13,043亩，其中水田4,546亩。:38

## 行政区划
东山乡下辖以下地区：
弄丘村、翁角村、广岭村和邦达村。:486-488